# Lednice, Břeclav
Lednice là một làng thuộc huyện Břeclav, vùng Jihomoravský, Cộng hòa Séc.